# Lojk
Lojk je priimek več znanih Slovencev:

## Znani nosilci priimka
- Anton Lojk (1679—?), zdravnik
- Bogomir (Miro) Lojk (*1919), učitelj, obveščevalec in kulturni delavec; član uredniškega odbora Primorskega biografskega leksikona
- Jože Lojk (1936—2017), geograf, planer ?
- Leon Lojk (1937—2014), psiholog, psihoterapevt (pionir realitetne terapije v Sloveniji)
- Magda Lojk (*1980), dramaturginja, slavistka, mladinska pisateljica
- Marija Lojk-Tršar (*1940), igralka
- Mira Lojk (1937—2021), geografka
- Silva Lojk (1903—?), igralka
- Taja Lojk (*1972), kiparka
- Teodor Lojk (1913−2006), arhitekt, pionir izgradnje Nove Gorice
- Vida Lojk (por. Vida Fakin) (1915-2001), slikarka